# Hahncappsia autocratoralis
Hahncappsia autocratoralis là một loài bướm đêm trong họ Crambidae.